# Demografia da Libéria

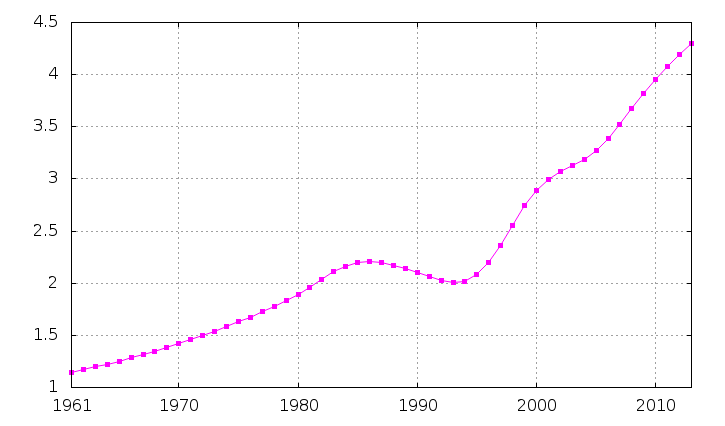
População da Libéria desde 1961 até 2003. DadosFAO, 2005

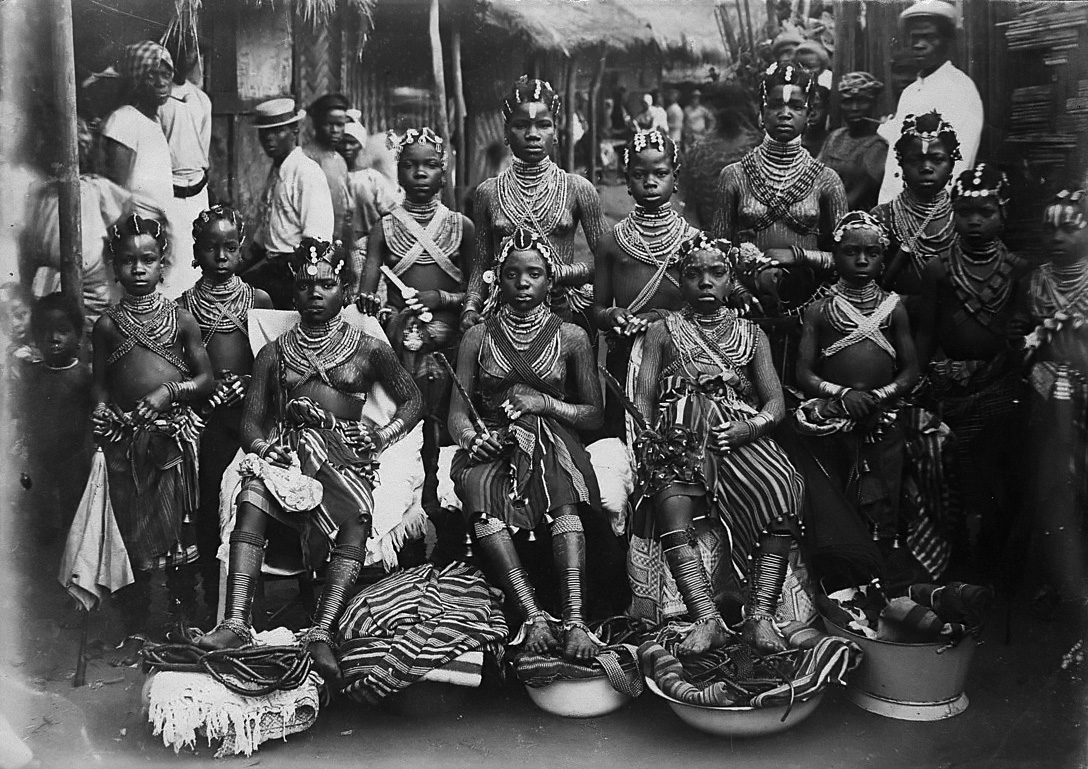
Mulheres tribais em 1910.

Segundo dados de Julho de 2006 a população da Libéria é de 3 042 004 habitantes. Em resultado dos conflitos recentes no país, estima-se que vivam 238 500 refugiados liberianos nos países vizinhos.
A maioria dos habitantes da Libéria pertence a um dos 16 grupos étnicos tribais. O mais significativo destes grupos é o dos Kpelle que habita na região central e ocidental do país. Estes 16 grupos podem ser enquadrados em quatro grandes grupos linguísticos: mendetan, mande-fu, africano ocidental e kru.
Cerca de 2,5% dos habitantes são descendentes dos negros dos Estados Unidos que se fixaram no país no século XIX, sendo conhecido como americo-liberianos (americo-liberians). Outros 2,5% descendem de negros das Caraíbas que foram escravos.
A Libéria possui comunidades de indianos, libaneses e naturais de outros estados da África Ocidental. 
Apesar do inglês ser a língua oficial, este não é a língua habitual da maior parte da população.
Do ponto de vista da religião, 40% dos liberianos são cristãos na sua maioria protestantes (baptistas, metodistas e episcopalianos). Outros 40% dos liberianos são animistas e 20% muçulmanos. Os cristãos encontram-se principalmente na etnia dos Kpelle e os Basa, enquanto que os muçulmanos entre os Mande.

## Grupos Étnicos
- Grupos tribais: kpelles, bassas, gios, crus, grebos, mandingas de fora da Libéria, manos, crânes, golas, gbandis, lomas, kissis, vais e bellas 95%
- Americo-liberianos 2,5% (descendentes dos imigrandes vindos dos EUA)
- Povos congos 2,5% (descendentes de imigrantes das Caraíbas)
- Europeus (e descententes) 5,000 pessoas